# Adolf Fischer (Schauspieler)
Adolf Fischer (* 18. November 1900 in Odessa; † 21. Oktober 1984 in Potsdam) war ein deutscher Charakterschauspieler beim reichsdeutschen und DDR-Film sowie ein Filmproduktionsleiter bei der DEFA.

## Leben und Wirken
Fischer unterzog sich einer dreijährigen Ausbildung an der Berliner Volksbühne und trat 1925 sein erstes Engagement an. In der Folgezeit spielte Fischer u. a. am Theater am Nollendorfplatz unter der Leitung Erwin Piscators und wirkte in einer Reihe von proletarischen Stücken mit betont sozialistischer Ausrichtung mit. Zu seinen Kollegen an dieser Bühne zählten eine Reihe von politisch überzeugten Linken wie Gerhard Bienert und Ernst Busch, mit denen er sich auch später, in der DDR, für eine sozialistische Theaterarbeit engagieren sollte.
Fischer wirkte vor 1933 aber auch im klassischen Sprechtheater fern jeder politischen Agitation mit. So sah man ihn beispielsweise 1931 unter Max Reinhardts Intendanz in Ludwig Bergers Inszenierung von Die Heilige aus USA und als E.T.A. Hoffmann in Hoffmanns Erzählungen.
Der Schauspieler mit dem energischen Gesicht und den markanten Nasenflügeln war mit Anbruch des Tonfilm-Zeitalters auch auf der Leinwand in einer Fülle von Charakterrollen zu sehen gewesen. Wie auf der Bühne belegte er hier fortan das Fach des Proletariers, spielte immer wieder schlichte Kumpel- und Arbeitertypen. Seinen Einstand gab er in Slatan Dudows Kuhle Wampe oder: Wem gehört die Welt? mit einer für ihn typischen Rolle: Er spielte einen politisch bewussten Arbeitersportler, als positive Gegenfigur zu einem jungen Arbeitslosen, der sich in den Hungerjahren der Weimarer Republik aus Verzweiflung, wieder keine Arbeit gefunden zu haben, aus dem Fenster stürzt. Mit an seiner Seite in diesem Film traten auch die Piscator-Kollegen Bienert und Busch auf.
In der Zeit des Nationalsozialismus wirkte er in militaristischen Streifen wie Kampfgeschwader Lützow, Achtung! Feind hört mit!, Stukas, D III 88, Soldaten – Kameraden, Das Gewehr über, Pour le Mérite und anderen mit. Typische Fischer-Auftritte waren ein Straßenmusikant in Der grüne Salon, ein Kriminalbeamter in Der Mann im Sattel, ein Artist in Zirkus Renz, ein Flugschüler in Quax in Afrika, ein Laborant in Tierarzt Dr. Vlimmen und ein Fußballspieler in Das große Spiel.
Bei Kriegsende vollzog Fischer die 180-Grad-Wende und begann am 1. Januar 1946 eine Zweitkarriere als Produktionsleiter bei der DEFA bzw. Leiter der künstlerischen Arbeitsgruppe „Solidarität“. In dieser Funktion betreute er eine Reihe von Filmen, darunter einige Inszenierungen der DDR-Spitzenregisseure Kurt Maetzig und Slatan Dudow. Seit 1962 arbeitete Fischer als Produktionsleiter auch für das DDR-Fernsehen (z. B. 1962 bei Tote reden nicht, 1965 bei Die Mutter und das Schweigen, 1968/69 bei der Fontane-Verfilmung Effi Briest und 1975/76 bei dem Kinderfilm Die Regentrude, seiner letzten Arbeit in dieser Funktion). Als Schauspieler trat er nur noch sporadisch vor die Kamera.
Am 31. März 1976 schied Adolf Fischer altersbedingt aus der Staatsfirma aus.

## Filmografie (als Schauspieler)
- 1931: Kameradschaft
- 1932: Kuhle Wampe oder: Wem gehört die Welt?
- 1932: Strich durch die Rechnung
- 1933: Drei blaue Jungs – ein blondes Mädel
- 1934: Seifenblasen
- 1934: Die Bande von Hoheneck
- 1934: La Paloma
- 1934: Die Reiter von Deutsch-Ostafrika
- 1935: Das Mädchen Johanna
- 1935: Der grüne Domino
- 1935: Eine Seefahrt, die ist lustig
- 1936: Wie der Hase läuft
- 1936: Soldaten – Kameraden
- 1937: Der Etappenhase
- 1937: Alarm in Peking
- 1937: Unternehmen Michael
- 1937: Der Maulkorb
- 1937: Ein Volksfeind
- 1938: Musketier Meier III
- 1938: Geheimzeichen LB 17
- 1939: Fracht von Baltimore
- 1938: Pour le Mérite
- 1938: Am seidenen Faden
- 1939: Aufruhr in Damaskus
- 1939: Das Gewehr über
- 1939: D III 88
- 1940: Liebesschule
- 1940: Die 3 Codonas
- 1940: Herz ohne Heimat
- 1940: Achtung! Feind hört mit!
- 1940: Kampfgeschwader Lützow
- 1940: Stukas
- 1941: Immer nur Du
- 1941: Blutsbrüderschaft
- 1941: Krach im Vorderhaus
- 1941: Das andere Ich
- 1942: Das große Spiel
- 1942: Fronttheater
- 1942: Dr. Crippen an Bord
- 1942/44: Philharmoniker
- 1943: Liebe, Leidenschaft und Leid
- 1943: Tolle Nacht
- 1943: Die Hochstaplerin
- 1943: Zirkus Renz
- 1943/47: Quax in Afrika
- 1944: Der grüne Salon
- 1944: Es lebe die Liebe
- 1944/48: Das kleine Hofkonzert
- 1944: Tierarzt Dr. Vlimmen (unvollendet)
- 1945: Der Mann im Sattel (UA: 2000)
- 1963: Geheimarchiv an der Elbe
- 1965: Solange Leben in mir ist
- 1970: Jeder stirbt für sich allein (Fernsehfilm, 3 Teile)
- 1972: Trotz alledem!
- 1977: Die unverbesserliche Barbara

## Filmografie (als Produktionsleiter beim Kino)
- 1946: Kein Platz für Liebe
- 1949: Die Kuckucks
- 1949: Der Rat der Götter
- 1950: Familie Benthin
- 1950: Die Sonnenbrucks
- 1952: Karriere in Paris
- 1952: Das verurteilte Dorf
- 1953: Ernst Thälmann – Sohn seiner Klasse
- 1954: Stärker als die Nacht
- 1955: Ernst Thälmann – Führer seiner Klasse
- 1956: Der Hauptmann von Köln
- 1956: Betrogen bis zum jüngsten Tag
- 1957: Jahrgang 21
- 1958: Der Prozeß wird vertagt
- 1958: Verwirrung der Liebe
- 1959: SAS 181 antwortet nicht
- 1960: Alwin der Letzte
- 1960: Fünf Tage – Fünf Nächte
- 1961: Der Fremde
- 1961: Schneewittchen
- 1961: Mord ohne Sühne
- 1962: Geheimarchiv an der Elbe
- 1964: Viel Lärm um nichts
- 1973: Susanne und der Zauberring